# Digimon Ghost Game
Digimon Ghost Game (デジモンゴーストゲーム?, Dejimon Gōsuto Gēmu) è una serie televisiva anime, prodotta da Toei Animation. È la decima serie animata dedicata al franchise Digimon. La serie è stata trasmessa su Fuji TV dal 3 ottobre 2021 al 26 marzo 2023.
I diritti internazionali sono stati acquistati da Crunchyroll, che la distribuisce in simulcast in Europa, America, MENA, Comunità degli Stati Indipendenti, Oceania e Sudafrica.

## Trama
In un futuro relativamente prossimo è stata sviluppata una nuova tecnologia. Sui social network circolano voci di misteriosi fenomeni di origine sconosciuta chiamati "fantasmi olografici". Hiro Amanokawa, studente del primo anno di scuola media, attiva un misterioso dispositivo lasciato da suo padre, noto come "Digivice". Quando viene attivato, può vedere creature sconosciute che la gente comune non può vedere, i "Digimon". Dal giorno in cui incontra il Digimon "Gammamon", affidatogli da suo padre, Hiro viene coinvolto in vari strani fenomeni: un uomo con la bocca cucita ruba il tempo agli esseri umani, un uomo mummia si aggira ogni notte e rapisce le persone. I fantasmi olografici sono proprio accanto a noi e stanno per prenderci. Da qui in poi, inizia una storia dall'altra parte del mondo che nessuno conosceva. Insieme a Gammamon e ai suoi amici, Hiro entra nel misterioso mondo in cui vivono i Digimon.

## Personaggi
Ciascuno dei protagonisti è dotato di smartwatch, come il Digivice-V e delle memory card, simili alle DIM-Card.
Hiro Amanokawa (天ノ河 宙?, Amanokawa Hiro)
Doppiato da: Mutsumi Tamura
Un tredicenne che frequenta la scuola privata Hazakura Academy. È una persona affidabile che può fare da solo la maggior parte delle cose su cui gli altri spesso fanno affidamento. È molto curioso e socievole e ha iniziato ad interessarsi ai Digimon dopo aver incontrato Gammamon, che ha conosciuto tramite suo padre, Hokuto Amanokawa. A causa della sua educazione, tende a sopprimere il suo lato infantile mentre è energico e si prende cura degli altri. Ha una cicatrice sull'orecchio sinistro.
Gammamon (ガンマモン?)
Doppiato da: Miyuki Sawashiro
Il partner di Hiro, un Digimon con l'aspetto di un piccolo triceratopo bianco con indosso una benda blu sul collo e delle piccole ali sulla schiena. È molto curioso e goloso. È in grado di evolversi in molteplici forme:
- BetelGammamon, evoluzione di colore rosso e forma antropomorfa, la più equilibrata e usata, è agile e con attacchi di tipo fuoco.
- KausGammamon, di colore blu e forma antropomorfa, capace di planare in aria grazie alle membrane tra corpo e braccia.
- WezenGammamon di colore verde e quadrupede, è dotato di varie armi da fuoco sulle corna superiori, la coda e le zampe, con una notevole potenza d'attacco.
- Canoweissmon, super evoluzione da qualsiasi forma tranne GulusGammamon. È un enorme drago con placche bianche e rosse. Incredibilmente forte e veloce, splende di una luce candida.
- Siriusmon, mega evoluzione di Gammamon. È un drago umanoide bianco incredibilmente potente, che al posto delle mani ha dei cannoni che possono diventare anche delle lame.
- GulusGammamon di colore nero/viola antropomorfo, dotato di un mantello che diventa ali, è la forma di livello Adulto più forte ma malvagia. A differenza delle altre, Gammamon sblocca quest'evoluzione solo quando è in preda a forti emozioni negative, senza una connessione a Hiro.
- Regulusmon, super evoluzione di GulusGammamon. Esteticamente ricorda una copia nera/viola e malvagia di Canoweissmon, con la differenza che ha corna differenti, 4 ali e uno scudo in grado di afferrare gli avversari. Nonostante sia di livello perfetto, è abbastanza potente da rivaleggiare contro Digimon di livello mega.

Ruli Tsukiyono (月夜野 瑠璃?, Tsukiyono Ruri)
Doppiata da: Yu Kobayashi
Ruli è una studentessa del primo anno delle medie che frequenta una scuola media e superiore combinata per ragazze. È socievole e ha molti amici. Cerca le cose che soddisfano i suoi gusti e vuole ficcare il naso in tutto. Inoltre, suona il pianoforte, che Angoramon ama ascoltare e gestisce un social legato all'occulto. Sebbene sia una ragazza estroversa che è abile e può fare praticamente qualsiasi cosa, in realtà fa fatica a trovare le cose che ritiene appropriate e quindi si annoia.
Angoramon (アンゴラモン?)
Doppiato da: Kazuya Nakai
Il partner di Ruli, un Digimon con l'aspetto di un grosso coniglio e dall'indole pacifica. Usa le orecchie come eliche per volare. Adora sentire Ruli quando suona il pianoforte. Conosce molti Digimon e leggende legati a essi. La sua evoluzione al livello Adulto è SymbareAngoramon, mentre quella di livello Perfetto è Lamortmon, più forte ma anche più feroce, tanto più che solo Ruli riesce a placcare la sua furia. La sua forma di livello Definitivo è Diarbbitmon, un Digimon con l'aspetto di uno spadaccino mascherato da coniglio e armato di 2 spade, in grado di creare molte copie di se stesso per mettere in difficoltà l'avversario.
Kiyoshirō Higashimitarai (東御手洗 清司郎?, Higashimitarai Kiyoshirō)
Doppiato da: Akira Ishida
Un genio di 14 anni che si è diplomato in una scuola americana e attualmente frequenta l'Accademia Hazakura. Ha paura dei fantasmi e cerca sempre dei talismani per allontanarli. Di solito parla in modo condiscendente, ma d'altro canto è piuttosto un codardo quando le cose si fanno serie, motivo per cui la sua mano destra è avvolta in bende come simbolo di due estremi: uno in cui si atteggia a un artista marziale che fa "per non ferirsi il pugno" e l'altro, dove adduce la scusa che "facendolo male, non può dare tutto". Tuttavia, poteva avere solo sindromi di otto gradi.
Jellymon (ジェリーモン?, Jerīmon)
Doppiata da: Yu Shimamura
Il partner di Kiyoshirō, un Digimon che assomiglia ad una medusa e può passare in forma umanoide. Nonostante sia il suo Digimon, tratta Kiyoshirō alla pari di un servitore, a differenza di lui è diretta e spensierata a tal punto di non curarsi delle conseguenze delle sue azioni. In battaglia può trasformare i suoi tentacoli e usare l'elettricità. La sua evoluzione al livello Adulto è TeslaJellymon, mentre quella al livello Perfetto è Thetismon, dotata di poteri curativi. Il suo livello Definitivo è Amphimon, un Digimon con indosso una tuta da palombaro rosa scuro, in grado di usare delle unità a forma di meduse per proteggere se stessa o i suoi alleati.

## Produzione

### Antefatti
Digimon Ghost Game è stato annunciato ufficialmente da Bandai al DigiFes 2021 evento tenutosi 1º agosto 2021. Con l'annuncio è stato mostrato il primo poster promozionale della serie di Tenya Yabuno. La serie è diretta da Kimitoshi Chioka e Masato Mitsuka, con Masashi Sogo che supervisiona la sceneggiatura, Tenya Yabuno che cura il character design e Mariko Itō che adatta i disegni per l'animazione, Kenji Watanabe che disegna i Digimon e Cho Shinozuka che adatta i disegni per l'animazione.
Nel numero di ottobre della rivista V Jump di Shūeisha uscito il 19 agosto 2021, è stato affermato specificamente che Ghost Game sarebbe stato il primo capitolo a tema horror del franchise. La creazione di questa serie ha richiesto di riflettere sue come reinterpretare i Digimon e la tradizione di fondo che Bandai ha creato, adattandola a un contesto horror. Nuovi Digimon sono stati creati appositamente per questa serie e vecchi Digimon potranno compiere delle apparizioni svolgendo un ruolo attivo nella storia, adattandosi al contesto in cui verranno inseriti. In questa iterazione, i Digimon sono rappresentati come poltergeist del folclore giapponese; il primo poster promozionale li presenta come "Ologramma...?" e "Fantasma...?". La serie è prodotta con un formato episodico.

### Sviluppo
L'annuncio era originariamente trapelato sui social media cinesi il 28 luglio 2021. Il 7 agosto 2021, il poster promozionale è stato aggiornato sul sito ufficiale con l'unica differenza che prima la mano sinistra di Kiyoshirō era ricoperta di bende. Il 3 settembre 2021, la rivista Saikyō Jump di Shūeisha ha annunciato un breve manga per ragazzi, Digimon Dreamers, non correlato all'anime e composto di circa 10 pagine per capitolo. Una prima illustrazione dal mensile presentava Hiro, il personaggio principale di Ghost Game, con gli occhiali. Il design del protagonista non è stato finalizzato al momento della presentazione, quindi è stato modificato in una nuova illustrazione rivelata dall'autore tramite Twitter il 4 settembre 2021. Nella storia, Pulsemon è il Digimon principale. Il 10 settembre 2021, il sito web ufficiale ha rivelato il cast di doppiatori, la data di messa in onda e il poster principale disegnato da Mariko Itō e ritraente i personaggi nelle loro uniforme scolastiche. Come per Digimon Adventure:, anche questa serie presenta la terminologia e il relativo glossario nella sua versione originale senza apportare adattamenti o modifiche nei nomi dei personaggi, delle tecniche, dei luoghi e nella nomenclatura.

## Trasmissione e distribuzione
Il primo trailer della serie è stato mostrato durante il 65º episodio di Digimon Adventure:. La serie è stata trasmessa in Giappone su Fuji TV dal 3 ottobre 2021, una settimana dopo la conclusione di Adventure: e sostituendolo nella stessa fascia oraria, al 26 marzo 2023. Inoltre è stato reso disponibile per lo streaming su TVer, U-NEXT, Bandai Channel, Anime Hodai e Docomo Anime Store.
Digimon Ghost Game è stato distribuito simultaneamente da Crunchyroll in Nord America, America Centrale, Sud America, Europa, Africa, Oceania, zone MENA e CSI con sottotitoli in inglese, spagnolo, francese, portoghese, arabo, italiano, tedesco e russo (solo ep. 1-21). I sottotitoli sono stati resi disponibili solo per i membri premium entro la prima settimana d'uscita. A partire dalla primavera del 2022, i nuovi episodi sono stati resi disponibili solo su abbonamento mentre i primi 21 episodi sono disponibili per tutti gli utenti. L'anime è anche trasmesso in simulcast su VRV negli Stati Uniti. In Francia, l'anime viene reso disponibile anche su Anime Digital Network e J-One.
Il 6 marzo 2022, Toei Animation ha annunciato una pausa della trasmissione per la domenica successiva per via di una maratona femminile di Nagoya. Il 7 marzo 2022, le pagine social network di Toei Animation e di Digimon Ghost Game hanno rivelato che lo studio d'animazione è stato colpito da un attacco di pirateria informatica, portando così lo studio ad apportare diversi rinvii a partire dal 20 marzo 2022. In Giappone, Fuji TV ha deciso di ritrasmettere il primo episodio della serie il 20 marzo e una selezione di episodi nelle settimane successive.

### Colonna sonora
La colonna sonora è composta da Kow Otani. La sigla d'apertura è FACTION cantata dai Wienners. In chiusura vengono adoperati diversi brani: Pedal (ペダル?, Pedaru) di Aiiro Apollo (ep. 1-12), Datte kyō made koiwazurai (だって今日まで恋煩い?) dei BMK (ep. 13-21), Hikari au mono tachi (ひかりあうものたち?) dei Bye-Bye-Hand no Houteishiki (ep. 22-31), Monster Disco (モンスターディスコ?, Monsutā Disuko) degli Shikao Suga x Hyadain (ep. 32-44), STRAWBERRY di kobore (ep. 45-57) e Take Me Maybe delle Penthouse (ep. 58+).